# اضطرابات الإثارة الجنسية لدى النساء
اضطرابات الإثارة الجنسية لدى النساء هو اضطراب يتميز بعدم القدرة المستمرة  أو المتكررة على تحقيق الإثارة الجنسية أو الإبقاء على الإثارة حتى الانتهاء من العلاقة الجنسية، يمكن أن يشير التشخيص ايضًا إلي استجابة التشحيم التي تظهر عادةً أثناء الإثارة والعلاقة الجنسية.
يجب التمييز بين هذه الحالة وحالة فقدان الاهتمام العام بالنشاط الجنسي وبين خلل وظيفي جنسي آخر. مثل اضطراب النشوة الجنسية واضطراب الرغبة الجنسية الناقص، الذي يتميز بقلة أو عدم وجود تخيلات جنسية والرغبة في ممارسة الجنس لفترة من الزمن.
وعلى الرغم من أن الخلل الجنسي للإناث يعد حاليًا تشخيصًا للطعن، فقد أصبح من الشائع في السنوات الأخيرة أدوية الملصقات المعتمدة على التستوستيرون لعلاج اضطراب الإثارة الجنسية للإناث، في حين لا يسمح لشركات الأدوية تقنيًا بتسويق هذه الأدوية للاستخدامات خارج الملصقات.
لقد أثبت تبادل المعلومات مع الأطباء في تعليم الطب المستمر أنه وسيلة فعالة للتنقل حول عملية الموافقة على إدارة الغذاء والدواء.